# Matzliah
Matzliah (in ebraico מַצְלִיחַ‎?, letteralmente "successo") è un moshav nell'Israele centrale. Situato nella Shephelah a circa due chilometri a sud di Ramla, rientra sotto la giurisdizione del consiglio regionale di Gezer. Nel 2019, aveva una popolazione di 1 363 abitanti.

## Storia
Il moshav è stato fondato nel 1950 da ebrei caraiti provenienti dall'Egitto e prende il nome da Sahl ben Matzliah, filosofo e scrittore caraita.